# Hunger (boek)
Hunger (Nederlandse titel: Honger) is een sciencefictionboek voor jongvolwassenen van de Amerikaanse schrijver Michael Grant. Het verscheen voor het eerst in hardcover in 2009 en maakt deel uit van een zesdelige boekenserie.

## Inhoud
Er zijn nu drie maanden voorbij, nadat alle volwassenen en kinderen boven de vijftien jaar zijn verdwenen. Inmiddels begint het eten in Perdido Beach op te raken omdat alle groenten, fruit en vlees zijn weggerot en bijna alle blikken met lang houdbaar eten op zijn.
De kinderen in Perdido Beach hebben zichzelf niet meer in de hand en doordat Sam zo handig is, verwachten de kinderen dat hij alle problemen zomaar op kan lossen. Ook proberen de kinderen zonder gaven, een groep te vormen om zo de Freaks te verslaan, omdat ze denken dat zij al het voedsel hebben gestolen van de Normalo's. De geheimzinnige duisternis wordt sterker, en probeert Lana naar zich toe te lokken, en Sam met zijn vrienden proberen haar te redden, maar komen Caine weer tegen. Bij de grot van de Duisternis begint een bloedstollende strijd. Sam krijgt op het laatste moment hulp uit een onverwachte hoek.

## Personages

### Hoofdpersonen
- Sam Temple: de vijftienjarige Sam is de hoofdpersoon. Sam heeft een bijzondere gave: hij kan een soort groen licht vuren met zijn handen. Het licht kan dingen ernstig verbranden en zelfs voorwerpen opblazen. Sam heeft verkering met Astrid Ellison en zijn beste vriend is Quinn Gaither. Hij is bekend bij bijna iedereen in de school als Schoolbus Sam, omdat hij tijdens een busreis naar een schoolreisje, het stuur van de chauffeur overnam toen hij een hartaanval kreeg en zo voorkwam dat de schoolbus in zee viel.
- Astrid Ellison: (ook wel bekend als Astrid het Genie) is het slimste meisje van de school in Perdido Beach. Astrid heeft blond haar tot aan haar schouders en blauwe ogen, en ze kleedt zich graag in gesteven witte blouses. In het verhaal heeft ze verkering met Sam.
- Peter "Kleine Pete(y)" Ellison: Astrids vijf jaar oude autistische broer wordt omschreven als een beetje vreemd, ook wel Pebiel genoemd. Hij heeft de macht om anderen en zichzelf teleporteren naar andere locaties. Pete reageert alleen om woorden te lokken, zoals "stoel bij het raam" en "Munchy Munchy" of dergelijke, anders reageert hij bijna niet en houdt zijn aandacht gericht op een game. Hij lijkt heel normaal, maar er is veel meer mis aan hem dan ze hadden gedacht…
- Quinn Gaither: is Sams beste vriend, die wordt omschreven als een "vreemd-vent type" met de manier waarop hij zich kleedt en uit. Quinn is een surfer en ondanks dat hij groter en sterker is dan Sam, is hij geestelijk niet in staat om verwoestende gebeurtenissen te verwerken. In zijn angst denkt hij niet al te duidelijk en verraadt zijn vrienden om zichzelf te redden. Hij roept zich op begeleiding van Sams grootste deel van de tijd, wanneer hij dingen doet voor zichzelf, eindigt hij verward of bang. Ondanks dit alles blijkt hij behulpzaam te zijn bij situaties waarin hij niet te bang is om iets te doen. Na dat Sam vrienden maakt met anderen, is Quinn opeens niet meer zo lief als men denkt… Of toch wel?
- Lana Arwen Lazar: Lana reed met haar opa en haar hond Patrick in een oude pick-up op weg naar haar opa’s oude verlaten boerderij. Maar toen de grote verandering plaatsvond, crashte de auto en ze raakte gewond, ze ontdekte dat ze een gave had: dat ze wonden kan laten genezen door middel van haar eigen aanraking.
- Dekka: is een gemuteerd meisje uit Coates. Ze heeft de gave (kracht) om de zwaartekracht te verwijderen in een bepaald gebied waardoor alles in dat gebied worden opgeheven in de lucht. Ze is loyaal aan Sam en een van zijn hoogste ambtenaren. Ze wordt verscheurd door coyotes, maar wordt gered door Lana. Ze is lesbisch en heeft een oogje op Brianna.
- Brianna "De wind": is een meisje uit Coates met de mogelijkheid om met een snelheid van 200 tot 300 kilometer per uur te lopen.
- Edilio Escobar: is de nieuwe jongen op school die snel zijn waarde bewijst in de bende. Hij maakt de helft van de tijd ruzie en is verantwoordelijk voor het begraven van dode lichamen, die hij begraaft met behulp van een graafmachine. Hij is de enige bestuurder die bij Sam in de bus zat.
- Charles "Orc" Merriman: is een jongen van de bende van Coates Academy. Hij heeft een meisje, Bette, vermoord. Zijn rechterhand is Howard, en zodra Orc ergens heen gaat, speelt Howard spion.
- Caine Soren: is een kwaadaardige jongen van Coates Academy. Hij lijkt in het begin meelevend en aardig, maar slaat al snel om, wanneer hij wordt uitgeroepen tot baas van het verlaten stadje. Hij is het broertje van Sam en hij heeft een gave, dat hij personen of voorwerpen kan laten bewegen (telekinese). Zijn helpster, Diana, "leest" mensen om te weten welke gave ze hebben, en hoeveel kracht door middel van een aantal streepjes. Caine lijkt het sterkste, maar dan is er opeens iemand met meer dan 4 streepjes, en Caine is van plan die persoon te vermoorden.
- Diana Ladris: is de helper van Caine. Ze kan krachten van gaven aflezen van de andere kinderen, door middel van aanraking. Deze informatie geeft ze door aan Caine.
- Drake "Zweephand" Merwin: is een wrede kwaadaardige jongen. Hij vindt het leuk om mensen pijn te doen. Hij loopt vaak met een pistool rond, en zijn vader heeft hem geleerd hoe hij moet schieten. Nadat zijn arm door Sam is afgebrand, geamputeerd door Diana en de andere Coates leerlingen en genezen door Lana is hij terug gegroeid in een soort pythonachtige, bloedrode zweeparm. Hij doet al het vieze werk van Caine.

### Overige personages
- Maria Terrafino: waakt over de kinderen en kleuters in het stadje en houdt ze rustig. Ze wordt aangeduid als "Moeder Maria" door de "Prees", de gemeente naam voor kleuters en andere jonge kinderen, die niet voor zichzelf kunnen zorgen.
- John Terrafino : is Maria's jongere broer. Hij helpt Maria uit met de kinderen. Hij wordt "Brother John" genoemd door de "Prees".
- Howard Bassem: is een handlanger van Orc en zijn beste vriend.
- Zil Sperry: is een normale jongen die niks moet hebben van "de freaks" oftewel mensen met gaven. Dat komt doordat zijn beste vriend Harry door "een freak" wordt vermoord, nadat die freak zichzelf probeerde te verdedigen tegen Zil, maar toen kwam Harry tussenbeide en werd geraakt.
- Hunter Lefkowitz: is een jongen met de gave om microgolven te sturen en zo iemand te verbranden.
- Hank: is Zils e Hunters vriend. Hij wordt vermoord door Hunter doordat hij tussenbeide kwam in een ruzie.
- Orsay Pettijohn: is een twaalfjarig meisje dat de gave heeft om in de dromen van mensen te verschijnen.
- Tyler "Worm" is een tienjarige jongen van Coates, die de gave heeft om zichzelf te camoufleren als een cameleon.
- Roedelleider: is een van de primaire antagonisten van het boek. Roedelleider besteedt groot deel van de roman aan Lana, zodat zij kunnen leren hoe de coyotes mensen doden. Na het nemen van Drake aan De Darkness, sluit hij zich aan bij Caine.
- Constance "Connie" Tempel: is de moeder van Sam en Caine en de verpleger op Coates Academie. Ze gaf Caine weg toen hij een baby was.
- Dahra Baidoo: is een meisje dat de rol van arts opneemt.
- Elwood Booker: is Dahra's vriendje.
- Tony "Cookie" Gilder: was een handlanger van Orc maar hij raakte gewond, en hij werd vervolgens genezen door Lana. Daarna kwam hij weer op het rechte pad en werd Lana's "persoonlijke helper".
- Patrick: is Lana's trouwe hond. Hij is genoemd naar Patrick Star van SpongeBob SquarePants.
- Taylor: is een meisje uit Coates met de gave om te teleporteren.

## Trivia
Op de achterkant van het boek reageert auteur Stephen King met: "Verlaten en Honger zijn meeslepende en superspannende boeken, die je niet weg kunt leggen totdat je ze uit hebt, zo raast de spanning door het verhaal. (...) Dit zijn nog eens boeken!"